# Sepahan Isfahan
Sepahan (perz. سپاهان; dosl. vojnički) je iranski nogometni klub iz Isfahana.
Osnovan je 2. srpnja 1953. godine, a glavno igralište mu je Fooladshahr stadion koji prima 12.000 gledatelja.
Od 2001. godine klub su vodila trojica hrvatskih trenera: Stanko Poklepović, Luka Bonačić i Zlatko Kranjčar.

## Klupski uspjesi

### Tuzemni
Sepahan je peterostruki osvajač iranskog prvenstva i četverostruki osvajač državnog kupa. Bio je prvi nogometni klub koji je bio prvakom Irana, a da nije bio iz Teherana.

### Inozemni
U međunarodnim mjerilima, najveći je klupski uspjeh bio ulazak u finale azijske Lige prvaka u sezoni 2006./07., kojeg su izborili prvim mjestom u svojoj natjecateljskoj skupini. Uspjeh su ostvarili predvođeni Lukom Bonačićem.

## Vanjske poveznice
- (perz.) Službene klupske nogometne stranice  Arhivirana inačica izvorne stranice od 27. rujna 2018. (Wayback Machine)
- (perz.) Službene klupske športske stranice  Arhivirana inačica izvorne stranice od 3. prosinca 2015. (Wayback Machine)
- (engl.) Perzijska nogometna liga
- (engl.) Statistike iranske profesionalne lige